# تاغ (فلم)
تاغ (بالإنجليزية: Tag) هو فيلم كوميدي أمريكي من إنتاج سنة 2018 من إخراج جيف توميسيتش وتاليف روب مكيتريك وبطولة إد هيلمز، وجيك جونسون، وأنابيل واليس، وهانيبال بوريس، وآيلا فيشر، ورشيدة جونز، وليزلي بيب، وجون هام، وجيرمي رينر.

## القصة
مجموعة صغيرة من زملاء الدراسة السابقين ينظمون لعبة سنوية تفصيلية تعتمد على المطاردة ووسم بعضهم البعض، والتي تتطلب من بعضهم السفر لبلدان أخرى.

## البطولة
- إد هيلمز بدور هوغان مالوي
- جيريمي رينر بدور جيري بيرس
- جون هام بدور بوب كالاهان
- جيك جونسون بدور راندي شيليانو
- هانيبال بوريس بدور كيفن سيبل
- أنابيل واليس بدور ريبيكا كروسبي
- آيلا فيشر بدور آنا مالوي
- رشيدة جونز بدور شيريل ديكنز
- ليزلي بيب بدور سوزان رولينز
- ستيف بيرغ بدور لويس
- نورا دن بدور ليندا
- بريان دينيهي بدور مستر سيليانو
- توماس ميدلديتش بدور ديف
- ليل ريل هوري بدور ريجي
- سباستيان مانيسكالكو بدور القس
- كاري براونشتاين بدور المعالج

## التقييم
حصل الفيلم على تقييم 55% في موقع الطماطم الفاسدة بناءً على 164 مراجعة، ومدح النقاد الأكشن والكوميديا التي فيه لكنهم قالوا أنه لم يكن كافٍ. في موقع ميتاكريتيك حصل الفيلم على تقييم 56 من 100 وعلى 35 نقد متفاوت بين الإيجابي والسلبي.

## روابط خارجية
- مقالات تستعمل روابط فنية بلا صلة مع ويكي بيانات

## شريط بوابات
- تاغ على قاعدة بيانات الأفلام على الإنترنت

لا توجد روابط لمواقع التواصل الاجتماعي.